# Byttneria rhamnifolia
Byttneria rhamnifolia är en malvaväxtart som beskrevs av George Bentham. Byttneria rhamnifolia ingår i släktet Byttneria och familjen malvaväxter. Inga underarter finns listade i Catalogue of Life.